# 二十世紀的預言
《二十世紀的預言》是由日本《報知新聞》於二十世紀伊始的1901年1月2日及3日連兩日刊載的文章，針對23項科學技術或自然現象在20世紀的成真與否加以預言。
文部科學省於平成17年（2005年）所發行的《科学技術白皮書》（科学技術白書）中，針對這23個預言項目一一驗證，結論是有12項實現、5項部份實現、6項尚未實現。

## 預言
| 領域 | 內容                 | 預言 | 現況 |
| ---- | -------------------- | --- | --- |
| 通信 | 無線電信及電話       | 義大利發明家古列爾莫·馬可尼（Guglielmo Marconi）所發明的無線電將會進一步成為無線電話，人在東京可與在倫敦、紐約等地的朋友自由通話。                           | 已實現（藉由行動電話及國際電話） |
| 通信 | 遠距照片             | 數十年後，歐洲戰雲密佈，遠在東京的新聞記者可藉由電氣取得歐洲戰時的照片，照片內的顏色與平常所見一樣。                                                         | 已實現（藉由傳真及網際網路等技術），而預言的歐洲戰爭也因兩次世界大戰成真。                                                               |
| 動物 | 野獸滅亡             | 原生長於非洲原野的野生動物，如獅子、老虎及鱷魚等只能在都市中的博物館看到。                                                                                   | 一半實現，因自然環境遭破壞，有些生物已絕種或瀕臨絕種，但動物保護的觀念興起，開始針對動物棲息地進行保護。                                 |
| 地理 | 撒哈拉沙漠           | 撒哈拉沙漠土地逐漸肥沃。 | 一半實現，防止沙漠化現象而做的綠化工程進行中，但未能將整個沙漠化為肥沃土地。                                                             |
| 交通 | 七天環遊世界一周     | 十九世紀時，環遊世界至少需80天。二十世紀起只需要7天，文明國家的國民至少有一次的旅行                                                                          | 已實現（藉由飛機及出國旅行的普及） |
| 軍事 | 空中軍艦與砲台       | 齊柏林式飛船普遍用於軍事，原本只在水上的軍艦將出現在天空，而砲台亦會出現在空中                                                                               | 已實現（藉由戰鬥機、轟炸機等軍機的發明）                                                                                                 |
| 衛生 | 蚊子與跳蚤的滅亡     | 衛生事業進步，所以蚊子與跳蚤的滅亡。 | 一半實現，衛生的技術進步，蚊子與跳蚤的數量獲控制甚至減少，但未完全滅亡。                                                                 |
| 氣候 | 知寒暑               | 藉由新機器的發明，可調和寒暑，送出適宜的空氣，讓非洲得以進步。                                                                                               | 一半實現，藉由冷氣機等空調電器的發明。                                                                                                   |
| 農業 | 植物與電氣           | 藉由電力可讓蔬菜生長得更茂盛，讓寒帶的格陵蘭（Greenland）也能生長熱帶植物                                                                                    | 一半實現，藉由溫室種植的普及化。 |
| 通信 | 人聲十里傳           | 藉由傳聲器的改良，即使相隔10里之遙的男女亦能情話綿綿。 | 已實現，藉由電話的發明及普及。 |
| 通信 | 影像電話             | 通電話時，可顯現對方的照片。 | 已實現，在20世紀時已發明有螢幕的電話，之後隨著寬頻與CCD/CMOS技術製成的小型攝影鏡頭的發展，視訊會議、影像電話等使用更加普遍。             |
| 消費 | 購物更便利           | 藉由影像電話，可遠距離選購物品，並藉由鐵管構成的管道，物品可即時送到家裡。                                                                                   | 一半實現，藉由電視購物、網路購物等電子商務，但物品的配送仍需透過人工的物流或郵遞系統，並未實現管道自動輸送貨物。                         |
| 能源 | 電氣的世界           | 煤炭枯竭後，電氣取而代之成為燃料 | 雖電氣已普遍做為驅動的能量之一，但電氣仍需靠石油等能源的燃燒才能產生，二十世紀後才出現不需燃燒的水力、核能等發電方式。                   |
| 交通 | 鐵道更快速有力       | 十九世紀末所發明的火車，讓旅客可更舒適便利的移動，車廂內冬暖夏涼。從東京到神戶只需兩小時半，從紐約到舊金山只需一天一夜。而火車不再需要於中途停下來加水及煤炭 | 已實現，且正朝著鐵路電氣化及高速化發展。                                                                                                 |
| 交通 | 市街鐵道             | 馬車鐵道及鋼索鐵道將改良為電氣及壓縮空氣鐵道，車輪改為橡膠製。在文明國度中，空中及地下皆有鐵道運行。                                                         | 已實現，藉由高架鐵道、地下鐵道和捷運系統的發展。                                                                                         |
| 交通 | 鐵道聯絡             | 鐵道將可連結世界五大洲 | 航空的發展已可連結世界五大洲，但尚未完全實現鐵道連結五大洲，而航海仍有重要的地位。                                                       |
| 氣候 | 防止暴風發生         | 氣象觀測術的進步，可在一個月前預知暴風的來臨，並藉由大砲往天空轟擊，將暴風轉為降雨。二十世紀後半期，因海嘯造成的船難將會絕跡，而建築物不再受到地震的損害。   | 部份實現，藉由氣象觀測與預報的技術進步，但尚未能有效以人為方式降低風暴的強度。建築物耐震技術進步，但仍不足以完全避免掉大地震造成的損害。 |
| 醫學 | 人體軀幹             | 隨著運動術及外科手術的發展，人類身高將可超過180公分。 | 人體的發展以此基礎逐步實現中 |
| 醫學 | 醫術進步             | 顯微鏡與X光的發達，讓一些內科疾病可藉由外科手術治療。 | X光、電腦斷層掃描、內視鏡及電動手術刀等醫學技術進步。但相反的有一部份外科治療逐漸改以內科方式治療發展。                                  |
| 交通 | 汽車的時代           | 在汽車可廉價購得之後，馬車逐漸式微，將來只有少部份人飼養馬匹，但不當做交通工具。                                                                             | 已實現，1960年代後，汽車逐漸普及化。 |
| 動物 | 人類與動物可自由對話 | 動物語言的研究發展，連小學都設有動物語言科，人類將可自由與動物對話。                                                                                         | 尚未實現人類與動物的自由對話，但可藉由訓練讓動物了解人所下的指令以完成某些任務。                                                         |
| 教育 | 幼稚園廢止           | 隨著人類智商的發展，已不再需要幼稚園教育。教育的普及可讓人人都可大學畢業。                                                                                   | 幼稚園教育仍有其必要性，並未廢止。1960年代後，大學教育逐漸普及化。                                                                       |
| 能源 | 電力輸送             | 日本琵琶湖及美國尼加拉瀑布可用以輸送電力 | 部份實現，因水力發電及電力長途傳輸的技術興起。                                                                                           |

## 外部連結
- （日語）20世紀の予言（刊登於現今的《報知體育》）